# LIBSVM
LIBSVM та LIBLINEAR — дві популярні відкриті бібліотеки машинного навчання, обидві розроблено в Національному університеті Тайваню, й обидво написані мовою C++, хоча й і з ППІ C. LIBSVM втілює алгоритм послідовної мінімальної оптимізації (ПМО) для ядрованих опорно-векторних машин (ОВМ, англ. support vector machines, SVM), з підтримкою класифікації та регресії. LIBLINEAR втілює лінійні ОВМ та моделі логістичної регресії, треновані з застосуванням алгоритму координатного спуску.
Код навчання ОВМ з обох бібліотек часто повторно використовують в інших відкритих інструментаріях машинного навчання, включно з GATE, KNIME, Orange та scikit-learn. Існують обв'язки та портування для таких мов програмування, як Java, MATLAB, R та Python.
Обидві бібліотеки є вільним програмним забезпеченням, випущеним під 3-пунктовою ліцензією BSD.